# Proteuxoa implexa
Proteuxoa implexa là một loài bướm đêm trong họ Noctuidae.